# Daimiel
Daimiel – gmina w Hiszpanii, w prowincji Ciudad Real, w Kastylii-La Mancha, o powierzchni 438,3 km². W 2011 roku gmina liczyła 18 698 mieszkańców.

## Historia
W 1936 roku miejscowość stała się miejscem kaźni zakonników w trakcie hiszpańskiej wojny domowej.